# جوناثان غلين
جوناثان غلين (بالإنجليزية: Jonathan Glynn)‏ هو لاعب قذف أيرلندي، ولد في 7 يونيو 1993 في غالواي في جمهورية أيرلندا.